# Граф де Рибадео

Герб муниципалитета Рибадео, провинция Луго, автономное сообщество Галисия.

Граф де Рибадео — испанский дворянский титул, созданный трижды. В последний (третий) раз графский титул был создан 22 декабря 1431 года королем Кастилии Хуаном II для Родриго де Вильяндрандо (ок. 1378—1448).
Названия графского титула происходит от названия муниципалитета Рибадео, провинция Луго, автономное сообщество Галисия.

## История графства
Впервые графский титул был создан королем Кастилии Энрике II 20 декабря 1369 года. После гражданской войны за королевский престол в Кастилии между братьями Педро I Жестоким и Энрике де Трастамара последний передал графство Рибадео французу Пьеру ле Бег де Виллену, соратнику Бертрана Дюгеклена, оказавшему решающую поддержке Энрике де Трастамаре в борьбе за власть.
2 мая 1401 года графство Рибадео было передано королем Кастилии Энрике III Рую Лопесу Давалосу (1357—1428), констеблю Кастилии. В 1423 году новый король Кастилии Хуан II лишил Руя Лопеса Давалоса всех титулов и владений.
В третий раз, 22 декабря 1431 года, король Кастилии Хуан II пожаловал титул графа де Рибадео Родриго де Вильяндрандо (ок. 1378—1448), один из предводителей Живодёров
Родриго де Сильва и Сармьенто де Вильяндрандо, 8-й граф де Рибадео, 8-й граф де Салинас и 2-й маркиз де Аленкер (1600—1664), женился на Исабель Маргарите Фернандес де Ихар и Кастро-Пинос (1603—1642), 4-й герцогине де Альяга, 4-й герцогине де Ихар, 4-й герцогине де Лесера, 7-й графине де Бельчите и 4-й графине де Вальяфогона. В 1877 году графский титул получил Альфонсо де Сильва и Кэмпбелл (1848—1930), 14-й герцог де Альяга, 16-й герцог де Ихар, который стал 21-м графом де Рибадео. В 1955 году после смерти его сына и наследника, Альфонсо де Сильвы и Фернандес де Кордовы (1877—1955), 15-го герцога де Альяга и 22-го графа де Рибадео, графский титул перешел в дома герцогов Альба. В 2013 году Каэтана Фитц-Джеймс Стюарт и Сильва, 25-й графиня де Рибадео, передала графский титул своему второму сыну Альфонсо, 18-му герцогу де Альяга и 23-му герцогу де Ихар (род. 1950).

## Графы де Рибадео
|                                                        | Титул                                                   | Период                                                 |
| Креация создана в 1431 году королем Кастилии Хуаном II | Креация создана в 1431 году королем Кастилии Хуаном II  | Креация создана в 1431 году королем Кастилии Хуаном II |
| ------------------------------------------------------ | ------------------------------------------------------- | ------------------------------------------------------ |
| I                                                      | Родриго де Вильяндрандо                                 | 1431-                                                  |
| II                                                     | Диего Перес Сармьенто де Вильяндрандо и Суньига         |                                                        |
| III                                                    | Диего Гомес Сармьенто де Вильяндрандо и Ульоа           |                                                        |
| IV                                                     | Родриго Сармьенто де Вильяндрандо и Пиментель           |                                                        |
| V                                                      | Мария Анна Сармьенто де Вильяндрандо и Ульоа            | ? −1595                                                |
| VI                                                     | Педро Сармьенто де Сильва и Вильяндрандо                |                                                        |
| VII                                                    | Марианна Сармьенто де Вильяндрандо и Ульоа              |                                                        |
| VIII                                                   | Родриго Сармьенто Вильянрандо де Сильва                 |                                                        |
| IX                                                     | Хайме Франсиско Сармьенто де Сильва и Фернандес де Ихар |                                                        |
| X                                                      | Томас Фернандес де Ихар                                 |                                                        |
| XI                                                     | Франсиско Фернандес де Ихар                             |                                                        |
| XII                                                    | Хуана Петронила де Сильва и Арагон                      |                                                        |
| XIII                                                   | Исидро Франсиско де Ихар и Португаль Сильва             |                                                        |
| XIV                                                    | Хоакин Диего де Сильва и Монкада                        |                                                        |
| XV                                                     | Педро де Алькантара Фернандес де Ихар и Абарка де Болеа |                                                        |
| XVI                                                    | Агустин Педро де Сильва и Палафокс                      |                                                        |
| XVII                                                   | Франсиска Хавьера де Сильва и Фитц-Джеймс Стюарт        |                                                        |
| XVIII                                                  | Хосе Рафаэль де Сильва Фернандес де Ихар-и-Палафокс     |                                                        |
| XIX                                                    | Каэтано де Сильва и Фернандес де Кордова                |                                                        |
| XX                                                     | Агустин де Сильва и Бернуй Фернандес де Ихар            |                                                        |
| XXI                                                    | Альфонсо де Сильва и Кэмпбелл                           |                                                        |
| XXII                                                   | Альфонсо де Сильва и Фернандес де Кордова               |                                                        |
| XXIII                                                  | Мария дель Росарио Каэтана Фитц-Джеймс Стюарт и Сильва  | 1957-2013                                              |
| XIV                                                    | Альфонсо Мартинес де Ирухо и Фитц-Джеймс Стюарт         | 2013 — настоящее время.                                |

## История графов де Рибадео
- Родриго де Вильяндрандо, 1-й граф де Рибадео.

1. Супруга — Беатрис де Суньига. Ему наследовал их сын:

- Диего Перес Сармьенто де Вильяндрандо и Суньига, 2-й граф де Рибадео, 2-й граф де Салинас[исп.].

1. Супруга — Мария де Ульоа и Кастилья. Ему наследовал их сын:

- Диего Гомес Сармьенто де Вильяндрандо и Ульоа, 3-й граф де Рибадео, 3-й граф де Салинас.

1. Супруга — Брианда де ла Серда, сеньора де Мьедес. Ему наследовал его внук, сын его сына Диего Сармьенто де Вильяндрандо и де ла Серда и Анны Пиментель Манрике:

- Родриго Сармьенто де Вильянрандо и Пиментель, 4-й граф де Рибадео, 4-й граф де Салинас.

1. Супруга — Антония де Ульоа, дочь Ридриго де Ульоа, 1-го маркиза де ла Мота. Ему наследовал его дочь:

- Мария Анна Сармьенто де Вильянрандо и Ульоа (1575—1595), 5-я графиня де Рибадео, 5-я графиня де Салинас.

1. Супруг — Диего де Сильва и Мендоса, 3-й герцог де Франкавилья (1564—1630), 1-й маркиз де Аленкер[исп.]. Ей наследовал их сын:

- Педро Сармьенто де Сильва и Вильянрандо, 6-й граф де Рибадео, 6-й граф де Салинас. Ему наследовала его тетка:
- Марианна Сармьенто де Вильянрандо и Ульоа, 7-я графиня де Рибадео, 7-я графиня де Салинас.

1. Супруг — Диего де Сильва и Мендоса, 3-й герцог де Франкавилья, 1-й маркиз де Алекер, бывший муж её сестры Марии Анны. Ей наследовал их сын:

- Родриго Сармьенто Вильянрандо де Сильва[исп.] (1600—1664), 8-й граф де Рибадео, 8-й граф де Салинас, 2-й маркиз де Аленкер.

1. Супруга — Исабель Маргарита Фернандес де Ихар и Кастро-Пинос (1603—1642), 4-я герцогиня де Ихар, 4-я герцогиня де Альяга, 4-я герцогиня де Лесера, 7-я графиня де Бельчите, 4-я графиня де Вальяфогона, 3-я графиня де Гимера. Ему наследовал их сын:

- Хайме Франсиско Сармьенто де Сильва и Фернандес де Ихар (1625—1700), 9-й граф де Рибадео, 5-й герцог де Альяга, 5-й герцог де Ихар, 5-й герцог де Лесера, 8-й граф де Бельчите, 9-й граф де Салинас, 3-й маркиз де Аленкер, 5-й граф де Вальфогона, 4-й граф де Гимера

1. Супруга — Анна Энрикес де Альманса, дочь Хуана Энрикеса де Борха и Альманса, 8-го маркиза де Альканьисеса, 2-го маркиза де Сантьяго-де-Оропеса, и Анны Энрикес де ла Куэвы.
2. Супруга — Марианна Пинтьятели д’Арагона, дочь Этторе IV Пиньятелли, 4-го принца ди Нойя, 6-го маркиза ди Черкиари, 6-го герцога де Монтелеоне, и Джованны Тальявиа д’Арагона, 5-й принцессы ди Кастельветрано и 5-й герцогини ди Терранова.
3. Супруга — Антония Пиментель и Бенавидес, дочь Антонио Пиментеля де Эрреры и Суньиги, 11-го графа и 8-го герцога де Бенавенте, 11-го графа де Майорга, 9-го графа де Луна, и Исабель Франсиски де Бенавидес и де ла Куэвы, 3-й маркизы де Хабалькинто. Ему наследовал его сын от второго брака:

- Томас Фернандес де Ихар (1674—1674), 10-й граф де Рибадео, 10-й граф де Салинас. Умер в детстве, ему наследовал его брат:
- Франсиско Фернандес де Ихар (1683 — ?), 11-й граф де Рибадео, 10-й граф де Бельчите. Умер в детстве, ему наследовала его сестра:
- Хуана Петронила де Сильва Фернандес де Ихар и Пиньятелли (1669—1710), 12-я графиня де Рибадео, 11-я графиня де Салинас, 6-я герцогиня де Альяга, 6-я герцогиня де Ихар, 6-я герцогиня де Лесера, 6-я графиня де Вальфогона, 5-я графиня де Гимера, 12-я графиня де Бельчите.

1. Супруг — Фадрике де Сильва Португаль Мендоса и Карвахаль, 3-й маркиз де Орани.
2. Супруг — Фердинандо Пинятелли, 3-й принц ди Монтекорсино, герцог ди Сан-Мауро. Ей наследовал сын от первого брака:

- Исидро Франсиско Фернандес де Ихар и Португаль Сильва (1690—1745), 13-й граф де Рибадео, 12-й граф де Салинас, 7-й герцог де Альяга, 7-й герцог де Ихар, 7-й герцог де Лесера, 4-й маркиз де Орани, 7-й граф де Вальфогона, 6-й граф де Гимера, 13-й граф де Бельчите

1. Супруга — Луиза де Монкада и Бенавидес, дочь Гильена Рамона VII де Монкады и Портокарреро (1671—1727), 6-го маркиза де Айтона, маркиза де Вильяреаль, графа де Медельин, герцога де Каминья, графа де Оссона, виконта де Кабрера, виконта де Бас, и Марии Анны де Бенавидес и Арагон (первый брак был бездетным).
2. Супруга — Пруденсия Феличе Портокарреро и Фунес де Вильяльпандо, дочь Кристобаля Портокарреро Осорио Луны и Гусмана, 4-го графа дель Монтихо, 3-го графа де Фуэнтидуэнья, 13-го маркиза да Ла-Альгаба, 4-го маркиза де Вальдеррабано, 9-го маркиза де Ардалеси, и Марии Регалады де Вильяльпандо, 14й маркизы де Осера, маркизы де Кастаньеда и маркизы де Ухена.

Ему наследовал его сын от первого брака:
- Хоакин Диего де Сильва и Монкада (1721—1758),  14-й граф де Рибадео, 13-й граф де Салинас, 8-й герцог де Альяга, 8-й герцог де Ихар, 8-й герцог де Лесера, 5-й маркиз де Орани, 8-й граф де Вальфогона, 7-й граф де Гимера, 14-й граф де Бельчите, 9-й маркиз де Альменара, 12-й маркиз де Монтескларос, 9-й граф де Пальма-дель-Рио

1. Супруга — Мария Энграсия Абарка де Болеа и Понс де Мендоса, дочь Педро де Алькантары Абарки де Болеа и Бермудес де Кастро (1699—1742), 2-го герцога де Альмасан, 9-го графа де Аранда, маркиза де Торрес-де-Арагон, и Хосефы Понс де Мендосы, 2-й графини де Роблес, баронессы де Ангаррен. Ему наследовал их сын:

- Педро де Алькантара Фернандес де Ихар и Абарка де Болеа (1741—1808), 15-й граф де Рибадео, 14-й граф де Салинас, 9-й герцог де Альяга, 9-й герцог де Ихар, 9-й герцог де Лесера, 4-й герцог де Альмасан, 5-й герцог де Бурнонвиль, 6-й маркиз де Орани, 9-й граф де Вальфогона, 8-й граф де Гимера, 10-й маркиз де Альменара, 13-й маркиз де Монтескларос, 10-й граф де Пальма-дель-Рио, 15-й граф де Бельчите, 9-й граф де Аранда, 4-й маркиз де Рупит, 6-й маркиз де Торрес-де-Арагон, 6-й маркиз де Виланан, 9-й граф де Кастельфлорит.

1. Супруга — Рафаэла де Палафокс Гусман и Сентурион и Гусман, дочь Хоакина Фелипе де Палафокса и Сентуриона, 9-го маркиза де Ла-Гуардия, 9-го маркиза де Гуадалест, 7-го маркиза де Армуния, 6-го маркиза де Ариса, графа де Санта-Эуфемия. Ему наследовал их сын:

- Агустин Педро де Сильва Фернандес де Ихар и Палафокс (1773—1817), 16-й граф де Рибадео, 15-й граф де Салинас, 10-й герцог де Альяга, 10-й герцог де Ихар, 10-й герцог де Лесера, 6-й герцог де Бурнонвиль, 5-й герцог де Альмасан, 7-й маркиз де Орани, 11-й маркиз де Альменара, 14-й маркиз де Монтескларос, 11-й граф де Пальма-дель-Рио, 16-й граф де Бельчите, 10-й граф де Вальфогона, 9-й граф де Гимера, 12-й граф де Аранда, 7-й маркиз де Рупит, 7-й маркиз де Торрес-де-Арагон, 7-й маркиз де Виланан, 10-й граф де Кастельфлорит

1. Супруга — Мария Франсиска Фитц-Джеймс Стюарт и Штольберг (1775—1852), дочь Карлоса Бернардо Фитц-Джеймса Стюарта и Сильвы (1752—1787), 11-го маркиза де ла Ямайка, 4-го герцога де Бервик, 4-го герцога де Лирия-и-Херика, 11-го герцога де Верагуа, 10-го герцога де ла Вега де ла Исла де Санто-Доминго, 6-го маркиза де Тарасона, 5-го маркиза де Сан-Леонардо, маркиз а де ла Мота, 13-го графа де Гельвес, 8-го графа де Айяла, 12-го графа де Монтеррей, и Каролины цу Штольберг-Гедерн (1755—1828). Ему наследовала их дочь:

- Франсиска Хавьера де Сильва и Фитц-Джеймс Стюарт (1795—1818), 17-я графиня де Рибадео, 16-я графиня де Салинас, 11-я герцогиня де Альяга, 11-я герцогиня де Ихар, 11-я герцогиня де Лесера, 6-я герцогиня де Альммасан, 7-я герцогиня де Бурнонвиль, 8-я маркиза де Орани, 12-я маркиза де Альменара, 15-я маркиза де Монтескларос, 12-я графиня де Пальма-дель-Рио, 17-я графиня де Бельчите, 11-я графиня де Вальфогона, 10-я графиня де Гимера, 13-я графиня де Аранда, 7-я маркиза де Рупит, 11-я графиня де Кастельфлорит, 8-я маркиза де Торрес-де-Арагон, 8-я маркиза де Виланан. Умерла, не оставив детей. Ей наследовал её дядя:
- Хосе Рафаэль Фадрике де Сильва Фернандес де Ихар и Палафокс (1776—1863), 18-й граф де Рибадео, 17-й граф де Салинас, 12-й герцог де Альяга, 12-й герцог де Ихар, 12-й герцог де Лесера, 7-й герцог де Альмасан, 8-й герцог де Бурнонвиль, 9-й маркиз де Орани, 13-й маркиз де Альменара, 16-й маркиз де Монтескларос, 13-й граф де Пальма-дель-Рио, 18-й граф де Бельчите, 12-й граф де Вальфогона, 11-й граф де Гимера, 12-й граф де Аранда, 5-й маркиз де Рупит, 12-й граф де Кастельфлорит, 9-й маркиз де Торрес-де-Арагон, 9-й маркиз де Виланан.

1. Супруга — Хуана Непомуцена Фернандес де Кордова Вильярроэль и Спинола де ла Серда, 8-я графиня де Сальватьерра, 7-я маркиза дель-Собросо, маркиза де Лориана, маркиза де Байдес, 10-я маркиза де Ходар, маркиза да ла Публа, маркиза де Вильория, маркиза де Валеро, 7-я маркиза де Сан-Висенте-дель-Барко, 7-я маркиза де Фонтиоюэло, виконтесса де Вильятоките, дочь Хосе Фернандеса де Кордовы Сармьенто де Сотомайора, 7-го графа де Сальватьерра. Ему наследовал их старший сын:

- Каэтано де Сильва и Фернандес де Кордова (1805—1865), 19-й граф де Рибадео, 18-й граф де Салинас, 13-й герцог де Лесера, 13-й герцог де Ихар, 8-й герцог де Альмасан, 9-й герцог де Бурнонвиль, 10-й маркиз де Орани, 14-й маркиз де Альменара, 10-й маркиз де Виланан, 6-й маркиз де Рупит, 11-й маркиз де Ходар, 13-й граф де Аранда, 13-й граф де Вальфогона.

1. Супруга — Мария Соледад Бернуй и Вальда, дочь Анны Агапиты де Вальды и Тейгеро, 9-й маркизы де Вальпараисо, маркизы де Альбудейте. Ему наследовал их сын:

- Агустин де Сильва и Бернуй Фернандес де Ихар[исп.] (1822—1872), 20-й граф де Рибадео, 19-й граф де Салинас, 14-й герцог де Лесера, 14-й герцог де Ихар, 10-й герцог де Бурнонвиль, 8-й маркиз де Сан-Висенте-дель-Барко, маркиз дель-Собросо, 15-й маркиз де Альменара, 7-й маркиз де Рупит, 14-й граф де Аранда, граф де Кастельфлорит, 9-й граф де Сальватьерра.

1. Супруга — Луиза Рамона Фернандес де Кордова и Вера де Арагон, дочь Франсиско де Паулы Фернандес де Кордовы и Лассо де ла Веги, 19-го графа де ла Пуэбла-дель-Маэстре, и Марии Мануэлы де Вера де Арагон и Нин де Сатрильяс, маркизы де Пеньяфуэрте. Их брак был бездетным. Ему наследовал его двоюродный брат:

- Альфонсо де Сильва и Кэмпбелл (1848—1929), 21-й граф де Рибадео, 14-й герцог де Альяга, 15-й герцог де Ихар, 16-й граф де Пальма-дель-Рио, 8-й маркиз де Сан-Висенте-дель-Барко, 17-й граф де Аранда, 11-й граф де Сальватьерра, 16-й маркиз де Альменара.

1. Супруга — Мария дель Дульче Номбре Фернандес де Кордова и Перес де Баррадас, дочь Луиса Антонио Фернандесе де Кордовы Фиегроа и Понсе де Леона, 15-го герцога де Мединасели, и Анхелы Перес де Баррадас и Бернуй, 1-й герцогини де Дения и Тарифа. Ему наследовал их сын:

- Альфонсо де Сильва и Фернандес де Кордова (1877—1955), 22-й граф де Рибадео, 15-й герцог де Альяга, 16-й герцог де Ихар, 17-й граф де Пальма-дель-Рио, 9-й маркиз де Сан-Висенте-дель-Барко, 18-й граф де Аранда, 12-й граф де Сальватьерра, 17-й маркиз де Альменара.

1. Супруга — Мария дель Росарио Гуртубай и Гонсалес де Кастехон, придворная дама королевы Виктории Евгении де Баттенберг. Ему наследовала их дочь:

- Мария дель Росарио де Сильва и Гуртубай[исп.] (1900—1934), 16-я герцогиня де Альяга, 10-я маркиза де Сан-Висенте-дель-Барко.

1. Супруг — Хакобо Фитц-Джеймс Стюарт и Фалько (1878—1953), 17-й герцог де Альба, 10-й герцог де Бервик, 10-й герцог де Лирия-и-Херика, 13-й герцог де Монторо, 2-й герцог де Уэскар, 2-й герцог де Архона, 12-й граф-герцог де Оливарес. Ему наследовала их единственная дочь:

- Мария дель Росарио Каэтана Фитц-Джеймс Стюарт и Сильва (1926—2014), 23-я графиня де Рибадео (с 1957 года), 17-я герцогиня де Ихар, 17-я герцогиня де Альяга, 18-я герцогиня де Альба, 11-я герцогиня де Бервик, 11-я герцогиня де Лирия-и-Херика, 14-я герцогиня де Монторо, 3-я герцогиня де Уэскар, 11-я герцогиня де Архона, 14-я графиня-герцогиня де Оливарес, 11-я маркиза де Сан-Висенте-дель-Барко, 18-я маркиза де Альменара, 18-я графиня де Пальма-дель-Рио.

1. Супруг — Луис Мартинес де Ирухо и Артаскос (1919—1972).
2. Супруг — Хесус Агирре и Ортис де Сапате (1934—2001)
3. Супруг — Альфонсо Диес Карабантес (род. 1950). Ей наследовал её второй сын от первого брака:

- Альфонсо Мартинес де Ирухо и Фитц-Джеймс Стюарт (род. 1950), 24-й граф де Рибадео, 18-й герцог де Ихар, 18-й герцог де Альяга, маркиз де Орани, 19-й маркиз де Альменара, 18-й граф де Аранда, граф де Гимера, 19-й граф де Пальма-дель-Рио.

1. Супруга — Мария де ла Сантисима Тринидад де Гогенлоэ-Лангенбург (род. 1957), дочь принца Кристиана де Гогенлоэ-Лангенбург и Кармен де ла Гуарда и Медина.